# Noobz
Pour plus de détails, voir Fiche technique et Distribution.
Noobz est un film américain réalisé par Blake Freeman, sorti en 2012.

## Fiche technique
- Titre : Noobz
- Réalisation : Blake Freeman
- Scénario : Blake Freeman et Marvin Willson
- Photographie : Ryan Purvis
- Montage : Blake Freeman et Ryan Purvis
- Production : Danielle R. Crane, Shane Duffy, Blake Freeman, Kip Konwiser, Jason Vu et Marvin Willson
- Société de production : Wunderkind Pictures
- Société de distribution : Wunderkind Pictures, Big Air Studios (États-Unis)
- Pays :  États-Unis
- Genre : Comédie
- Durée : 90 minutes
- Dates de sortie : 
  -  Allemagne : 23 août 2012 (Fantasy Filmfest)
  -  États-Unis : 25 janvier 2013

## Distribution
- Jason Mewes : Andy
- Blake Freeman : Cody
- Moisés Arias : Hollywood
- Matt Shively : Oliver
- Lin Shaye : Mme. Theodore
- Casper Van Dien : lui-même
- Sabrina Carpenter : Brittney
- Jon Gries : Greg Lipstein
- Mindy Sterling : Mrs. Robinson
- Richard Speight Jr. : Jeff
- Carly Craig : Melissa
- Zelda Williams : Rickie
- Rick Overton : Martin Wilson

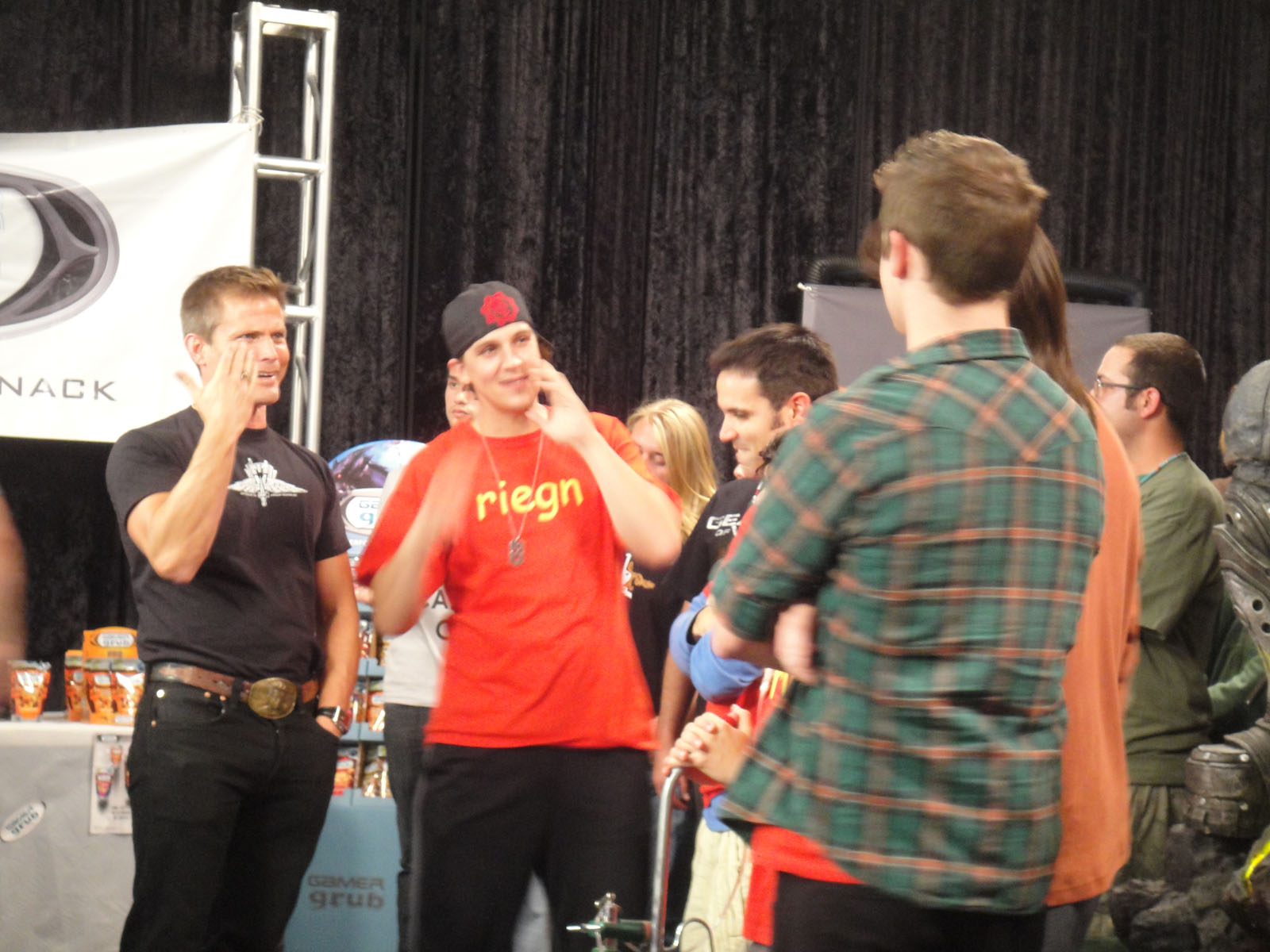
Casper Van Dien, Jason Mewes et Blake Freeman sur le tournage du film.

- Bill Bellamy : Brian Bankrupt Simmons
- Catherine Annette : la serveuse de cocktails
- Brien Perry : M. Perry
- Adam Sessler : lui-même
- Julia Lescova : Julia

## Accueil
Le jeu a reçu des avis divisés de la part de la presse spécialisée.